# Poinsettia (cocktail)
Pour les articles homonymes, voir Poinsettia (homonymie).
Le poinsettia est un cocktail de jus de canneberges et de champagne, parfois avec de la vodka et / ou du Cointreau.